# Alfredo Ghierra
Alfredo Juan Ghierra est un footballeur uruguayen, né le 31 août 1891 et mort le 16 novembre 1973, ayant occupé le poste de milieu de terrain au club de Universal Montevideo essentiellement (club dont il fut le fondateur en 1913), au Defensor Sporting et au Nacional, ainsi qu'en sélection d'Uruguay.
Une tribune du stade Luis Franzini du Defensor porte son nom, club où il joua aux côtés de son frère Adolfo Ghierra.

## Palmarès
- 14 sélections nationales[1], de 1923 à 1926 (à 35 ans)
- Champion olympique en 1924 (et « doyen » de la sélection)
- Champion d'Amérique du Sud à 3 reprises, en 1923, 1924 et 1926
- Vice-champion d'Amérique du Sud en 1919
- Coupe Lipton (face à l'Argentine) en 1923